# Grisolia
Grisolia é uma comuna italiana da região da Calábria, província de Cosenza, com cerca de 2.392 habitantes. Estende-se por uma área de 50 km², tendo uma densidade populacional de 48 hab/km². Faz fronteira com Buonvicino, Diamante, Maierà, Mottafollone, San Donato di Ninea, San Sosti, Santa Maria del Cedro, Verbicaro.

## Demografia
| Variação demográfica do município entre 1861 e 2011                               |
|                                                                                   |
| Fonte: Istituto Nazionale di Statistica (ISTAT) - Elaboração gráfica da Wikipedia |